# Awraham Bocer
Awraham Bocer (hebr. אברהם בוצר, ur. 1929 w Polsce, zm. 3 czerwca 2012 w Tel Awiwie) – izraelski wojskowy, generał dywizji (alluf) i ósmy dowódca Izraelskiego Korpusu Morskiego w latach 1968–1972. W trakcie swojej kadencji zaangażowany był w rozwój potencjału marynarki, w szczególności możliwości desantowych i walki rakietowej.

## Życiorys

### Młodość
Urodził się w Polsce w 1929 roku. Siedem lat później dokonał alii do Palestyny, gdzie zamieszkał wraz z rodziną w Tel Awiwie. Uczył się w szkole im. Achada ha-Ama. W 1943 roku, w wieku 14 lat, wstąpił do młodzieżowego ruchu Cofej Jam (dosł. obserwatorzy morza). W 1946 roku wstąpił do Palmachu, gdzie służył w jednostce morskiej Paljam. Ukończył siódmy kurs szkoleniowy w Newe Jam, a podczas ósmego kursu szkoleniowego w Cezarei był już instruktorem. Następnie przeszedł szkolenia z działań lądowych w kibucu Ma’abarot, w którego obronie brał później udział. W marcu 1947 roku pomagał opuścić pokład statku „Szabataj Lużinski” nielegalnie przybyłym do Palestyny Żydom, w okolicach kibucu Niccanim. W trakcie rozładunku zatrzymali go Brytyjczycy i internowali na Cyprze. Ze względu na młody wiek, po dwóch tygodniach, został zwolniony z obozu i odesłany do Palestyny. Po powrocie, w kibucu Ma’anit, przeszedł szkolenie dla dowódców i wziął udział w obronie kibucu przed arabskim atakiem. Następnie zaangażował się w szkolenia Palmachu.

### Wojna arabsko-izraelska (1948)
W pierwszej połowie 1948 roku służył w Szwadronie Morskim i został dowódcą okrętu „Poza”. Był to okręt, na którym zamontowano dwie wyrzutnie podobne do wyrzutni torped z silnikiem elektrycznym, zasilanym bateriami i ładunkami wybuchowymi na początku pocisku. Okręt pod dowództwem Bocera brał udział w atakach na jednostki egipskie. W maju 1948 roku brał udział w przejęciu wejścia do portu w Jafie.

### Okres niepodległości Izraela
Na początku istnienia Izraela służył na trawlerze „Drom Afrika”, potem jako oficer pokładowy i artylerii na fregatach „Miwtach” i „Minzak”, był także zastępcą dowódcy, a od 1952 roku dowódcą  fregaty „Hagana”. Ukończył także kurs dla dowódców kompanii i batalionów. W latach 1954–1955 stał na czele Pionu Operacji Morskich Izraelskiego Korpusu Morskiego. W 1956 roku został wytypowany do delegacji, która w Wielkiej Brytanii dokonywała zakupu niszczycieli dla izraelskiej marynarki. Tam został mianowany zastępcą dowódcy zakupionego niszczyciela HMS „Zealous”, który w marynarce izraelskiej służył jako „Ejlat”. W tym samym roku brał udział w odparciu ataku na Hajfę i przejęciu egipskiego niszczyciela „Ibrahim al-Awal”.
W latach 1959–1961 dowódca niszczyciela „Jafo”. Do 1963 roku pełnił służbę na różnych stanowiskach w Sztabie Izraelskiego Korpusu Morskiego. W tym samym roku został oddelegowany na roczny kurs dla starszych oficerów w Szkole Dowództwa i Sztabu Brytyjskiej Floty. W latach 1964–1965 był szefem Wydziału Kadr Izraelskiego Korpusu Morskiego. Przed wybuchem wojny sześciodniowej został dowódcą sił morskich w obszarze Ejlatu (tzw. sektor Morza Czerwonego). W trakcie wojny sześciodniowej dowodził siłami desantowymi, które zdobyły Szarm el-Szejk oraz znajdującą się w mieście bazę wojskową przed planowanym atakiem spadochroniarzy.
W 1968 roku został mianowany dowódcą Izraelskiego Korpusu Morskiego. Swoją kadencję rozpoczął od działań mających na celu zabezpieczenie nowych granic morskich Izraela wokół Synaju i na Morzu Czerwonym. Rozpoczął wzmacnianie potencjału sił marynarki stacjonujących w Ejlacie oraz nakłaniał Sztab Generalny Sił Obronnych Izraela, aby armia angażowała do działań niekonwencjonalnych morską jednostkę specjalną Szajjetet 13. Ponadto doprowadził do zakupu i sprowadzenia z Tanzanii okrętu desantowego „Bat Szewa”, a później trzech kolejnych, aby zwiększyć możliwości operacyjne marynarki. Uważał, że armia izraelska nie doceniała potencjału i możliwości sił morskich.
Podczas kadencji Bocera przeprowadzono z sukcesem trzy ważne operacje wojskowe, przy współudziale Izraelskiego Korpusu Morskiego:
- operacja „Bulmus 5” – atak na egipską placówkę wojskową na przylądku Ras Adabija[6],
- operacja „Bulmus 6” – atak na umocnioną egipską wyspę, która strzegła wejścia do Kanału Sueskiego[7],
- operacja „Rawiw” – desant na zachodnim wybrzeżu Morza Czerwonego w celu zniszczenia egipskich posterunków, systemów plot. i radarów wzdłuż wybrzeża[8].

Zaangażował się w rozbudowę floty kutrów rakietowych, okrętów podwodnych i okrętów patrolowych, a także we wprowadzenie marynarki w erę walki elektronicznej i rakietowej na morzach. Uważa się, że wysiłki Bocera wpłynęły na zwiększenie prestiżu Izraelskiego Korpusu Morskiego oraz dały podwaliny pod przyszłe sukcesy marynarki w trakcie wojny Jom Kipur.
Odszedł ze służby w 1972 roku. W cywilu był prezesem ropociągu Ejlat-Aszkelon, następnie ukończył prawo i pracował jako prawnik. Był także zaangażowany w działania organizacji weteranów Paljam.
Zmarł 3 czerwca 2012 w Tel Awiwie.